# Bent Exner
Bent Exner (født 12. november 1932 i Hald ved Randers, død 23. august 2006 i sit hus kaldet Tranekær i Pandrup) var en dansk guldsmed. Han var en del af Exner familien, og var bror til den kendte arkitekt Johannes Exner og gift med Helga Exner.
Bent Exner var søn af provst Johan Exner. Han blev født og opvoksede i Hald nord for Randers, men boede indtil sin død i sit hjem på Tranekær i Vendsyssel, hvor han også havde sit værksted. I midten af 60'erne flyttede han og den tjekkisk-fødte hustru Helga Exner til Vendsyssel. I løbet af 22 års ægteskab fik de fem børn sammen: fire piger og en dreng, Andreas Exner, der selv er uddannet guldsmed.

## Kunstnerisk særkende
Bent Exner var kendt for sin unikke smykke- og kirkekunst. Han var meget inspireret af kristendommen, og hans smykker har ofte forskellige religiøse motiver eller betydninger. Karrieren tog fart i 1960'erne, da Bent Exner blev kendt for geometrisk præcision og logik i sine smykker. Samtidig var han kendt for sin nytænkelse og evne til at være innovativ.  Guldsmed, Anette Kræn, har tidligere kaldt ham banebrydende inden for smykkekunsten. "Han stod for en revolution i opfattelsen af smykker. Han ændrede totalt begreberne for, hvad smykker kunne være," har hun tidligere udtalt. Han var en anerkendt kirkekunstner og er blandt andet kendt for sit arbejde på Koldinghus. Bent Exners smykker var alle unikasmykker, og denne tradition følger  både Andreas Exner og Helga Exner også.
Et af hans særkender var, at han som en af de få i landet beherskede den særlige forgyldningsteknik: lueforgyldning. Denne teknik mestrer hans søn Andreas Exner dog også.  Bent Exner var en særegen, unik kunstner; kompromisløs i sit arbejde med det gamle guldsmedehåndværk, og var kendt for aldrig at gøre noget halvt. Han har dog ikke altid arbejdet så selvstændigt. Da han fra 1961-1984 var gift med Helga Exner (født Menzel), drev de et værksted og firma sammen. Deres samarbejde var unikt, og sammen vandt de i 1969 Lunningprisen for deres arbejde.  Bent Exner fungerede flere gange som kursuslærer ved Sløjdhøjskolen i Esbjerg.
Bent Exner var kunstneren bag den kostbare kopi af Frøslevskrinet, som en sønderjysk komité lod fremstille som bryllupsgave til kronprinseparret. Til denne folkegave blev der indsamlet omkring 750.000 kr. fra omkring 1300 bidragydere. Udover denne gave, har Bent Exner indtil flere gange lavet smykker til kongehuset og ved flere lejligheder Margrethe 2. Bent Exner lavede i samarbejde med netop Margrethe 2. spændet til bispekåben i Aalborg stift kort før sin død.  Han var også landets eneste guldsmed, som var at finde  på finansloven.  Gåsetårnet i Vordingborg, blev også lueforgyldt af Exner. Efter Exners død skænkede familien Bent Exners kunstsamlingen, der  omfatter knap 200 unikasmykker, skulpturer, modeller og skitser til smykker foruden hjemmealtre og skitser og forarbejder til kirkekunst og udsmykningsopgaver til  Vendsyssel Kunstmuseum, hvor de i dag kan ses. 
Bent Exner har ved flere lejligheder også været TV aktuel, hvor Søren Ryge og flere andre har lavet portrætter om ham